# Mountainita
La mountainita és un mineral de la classe dels silicats. Rep el nom en honor d'Edgar Donald Mountain (2 d'abril de 1901 - 30 d'abril de 1985), catedràtic de geologia de la Universitat de Rodes, a Grahamstown (Sud-àfrica), qui va proporcionar els primers exemplars per a la investigació.

## Característiques
La mountainita és un silicat de fórmula química KNa₂Ca₂[Si₈O19(OH)]·6H₂O. Es tracta d'una espècie aprovada per l'Associació Mineralògica Internacional, i publicada per primera vegada el 1957. Cristal·litza en el sistema monoclínic. La seva duresa a l'escala de Mohs és 3.
Segons la classificació de Nickel-Strunz, la mountainita pertany a «09.GG - Tectosilicats amb H₂O zeolítica; zeolites sense classificar» juntament amb la cowlesita.
Els exemplars que van servir per a determinar l'espècie, el que es coneix com a material tipus, es troben conservats al Museu d'Història Natural de Londres (Anglaterra), amb els número de registre 1957,369, i al Museu Nacional d'Història Natural, l'Smithsonian, situat a Washington DC (Estats Units), amb el número de registre: 114792.

## Formació i jaciments
Va ser descoberta a la mina Bultfontein, situada a la localitat de Kimberley, a Frances Baard (Cap Septentrional, Sud-àfrica). També ha estat descrita a Alemanya, Romania, Rússia i els Estats Units.